# Austrognatharia kirsteueri
Austrognatharia kirsteueri är en djurart som tillhör fylumet käkmaskar, och som beskrevs av Wolfgang Sterrer 1970. Austrognatharia kirsteueri ingår i släktet Austrognatharia och familjen Austrognathiidae. Inga underarter finns listade i Catalogue of Life.